# لولب ثلاثي

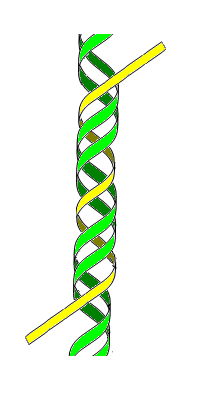
لولب ثلاثي.

اللولب الثلاثي في الهندسة الرياضية هو مجموعة ثلاث لوالب متماثلة ملتفة هو نفس المحور، ويختلفون في الانزلاق على طول هذا المحور. كما هو الحال بالنسبة للولب منفرد يمتاز اللولب الثلاثي بطول سنه اللولبي وقطره.
من البنيات التي على شكل لولب ثلاثي:
- لولب كولاجين.[1]
- دنا ثلاثي السلاسل.[2]
- الترس الدودي [3] والبراغي [4] ثلاثية السن اللولبي.